# Cernelivka, Krasîliv
Cernelivka (în ucraineană Чернелівка) este localitatea de reședință a comunei Cernelivka din raionul Krasîliv, regiunea Hmelnîțkîi, Ucraina.

## Demografie
Componența lingvistică a localității Cernelivka
     Ucraineană (98,67%)
     Rusă (1,33%)
Conform recensământului din 2001, majoritatea populației localității Cernelivka era vorbitoare de ucraineană (98,67%), existând în minoritate și vorbitori de rusă (1,33%).